# Frères Johannot
Pour les articles homonymes, voir Johannot.
Cet article court présente un sujet plus développé dans : Alfred Johannot et Tony Johannot.

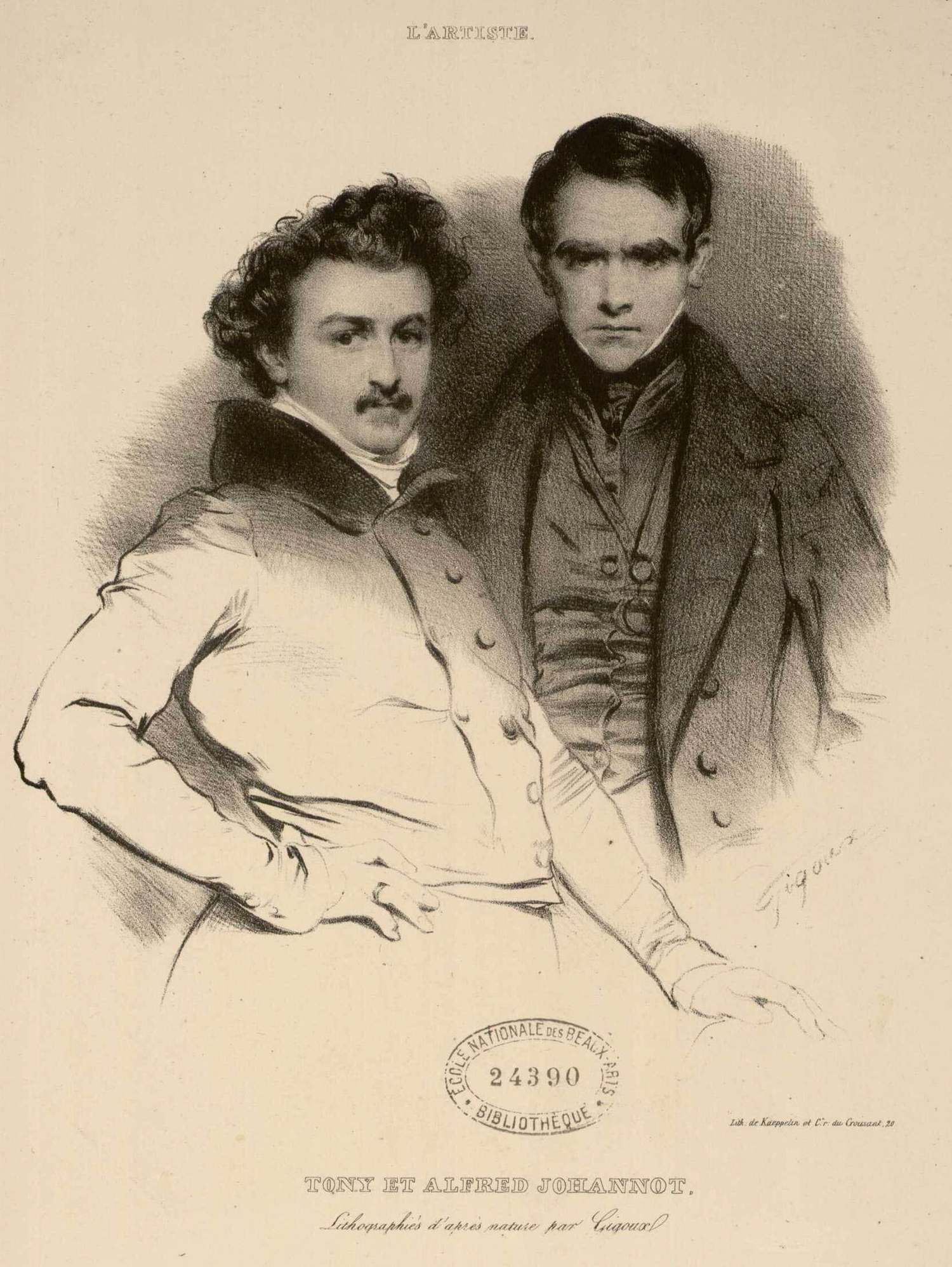
Tony et Alfred Johannot

Les frères Johannot sont des graveurs, et pour ce qui concerne Alfred et Tony des peintres français :
- Charles, né à Francfort-sur-le-Main le 31 août 1789 et mort à Paris le 18 mars 1824. L'aîné produisit entre autres 12 planches pour une vie de Geneviève de Brabant (Paris, 1813) et des vignettes pour Jean-Nicolas Bouilly ;
- Alfred, né à Offenbach-sur-le-Main (Hesse-Darmstadt) le 21 mars 1800 et mort à Paris le 7 décembre 1837 ;
- Tony, né à Offenbach-sur-le-Main le 9 novembre 1803 et mort à Paris le 4 août 1852.

Tony a instauré le genre des illustrations dans le texte, où il s'est distingué par sa délicatesse et sa légèreté (Molière, Le Diable boiteux, Don Quichotte...).